# KV14
A KV14, no Vale dos Reis em Egito, é a tumba utilizada originalmente pela rainha Tausserte, estendida e reutilizada posteriormente por Setenaquete. Ela foi na antiguidade, mas não tinha sido devidamente registrada até Hartwig Altenmüller escava-la de 1983 a 1987.
Localizada no corpo principal do Vale, é composta por duas câmaras funerárias e tem uma extensão de mais de 112 metros, uma das maiores tumbas reais do Vale.
A decoração original mostrava a Tausserte (mulher) que posteriormente foi substituído por Setenaquete (homem). E depois, o nome de Setenaquete foi substituído pelo de Seti II.

## Imagens

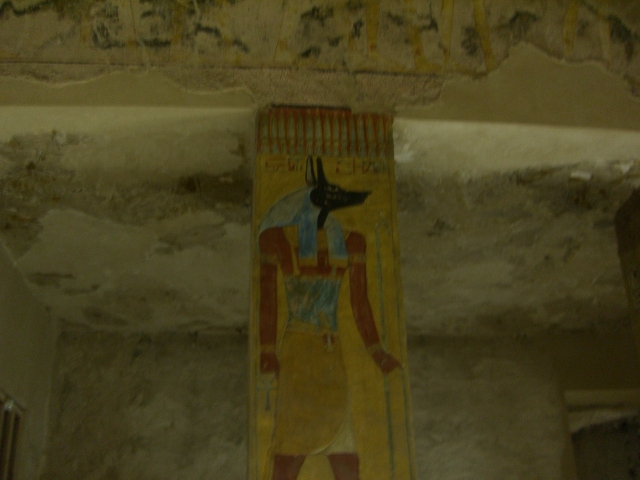
Coluna com a imagem de Anúbis.
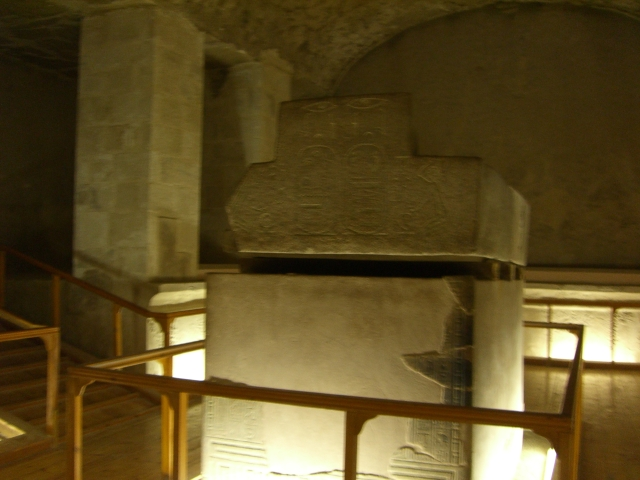
Sarcófago de Setnakht.
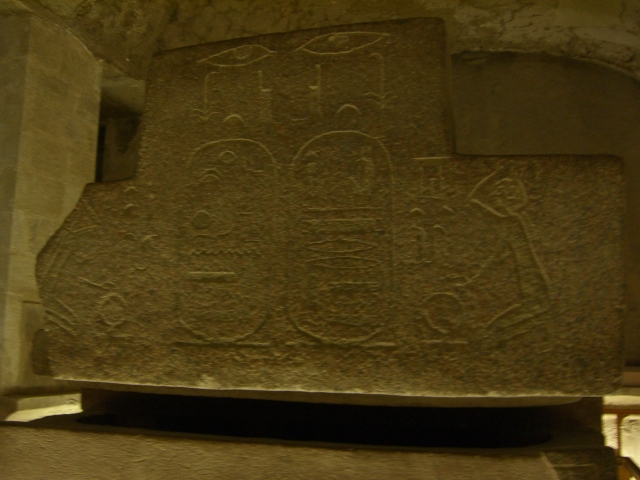
Catucho de Setnakht em seu sarcófago.